# Scalamagnus
Scalamagnus es un género extinto de plesiosaurio del Cretácico Superior (Turoniense) de Norteamérica.

## Taxonomía
Scalamagnus fue nombrada originalmente como una nueva especie de Dolichorhynchops, D. tropicensis, por Rebecca Schmeisser McKean en 2011. El nombre de la especie se deriva del nombre de Tropic Shale, en el que los dos especímenes de S. tropicensis. Se conoce por el espécimen holotipo MNA V10046, un esqueleto casi completo y bien conservado que incluye la mayor parte del cráneo y el espécimen referido. según MNA V9431, que consta de elementos poscraneales. Fue recolectado por el Museo del Norte de Arizona en una sola localidad dentro de Tropic Shale de Utah, que data desde principios del Turoniense hasta principios del Cretácico Superior, entre 93,5 y 91 millones. años. Clark y cols. (en prensa) encontró que Dolichorhynchops quedaba fuera del clado formado por Dolichorhynchops y Martinectes, erigiendo Scalamagnus para D. tropicensis.